# Гай Кавазаки
Гай Кавазаки (на английски: Guy Kawasaki роден на 30 август 1954 г.) е рисков капиталист от Силициевата долина и сътрудник в Апъл Той е главният служител, който отговаря за маркетинга на Macintosh през 1984 г. Понастоящем той е изпълнителен директор на Garage Technology Ventures и много известен блогър.

## Произход и образование
Гай Кавазаки е роден в Хонолулу, Хаваи, където учи в Iolani School. Той цитира учителя си по английски език Харолд Кебълс (Harold Keables), който оказва силно влияние върху него: „Ключът към писането е редактирането“. Кавазаки завършва бакалавър — специалност Психология в Станфордския университет през 1977 г. След като завършва Станфорд, той се записва в юридическия факултет на UC Davis, където прекарва една седмица преди да осъзнае, че мрази правното училище. "Като всички азиатско-американски родители и моите искаха да стана „доктор, адвокат или зъболекар“ – споделя Гай в блога си. През 1977 г. той се записва в Училището по мениджмънт на UCLA Anderson, където получава магистърска степен по Бизнес администрация. Първата му работа е във фирма за бижута, Nova Stylings. По отношение на това, Кавазаки заявява: „Бизнесът с бижута е много, много труден — по-строг от компютърния бизнес ... Научих много ценен урок: Как да продавам!“

## Кариера
През 1983 г. започва работа в Апъл, с помощта на съквартиранта си от Станфорд, Майк Бойч, Гай е главен евангелист за 4 години, докато не „започва да слуша своето свръх Аз и да иска да създаде софтуерна компания и да прави наистина големи пари“. През 1987 г. Кавазаки е поканен да ръководи ACIUS, дъщерното дружество на ACI, която публикува популярната софтуерна система от база данни наречена Четвърто измерение (4th Dimension), която е известна и днес.
Той напуска ACIUS през 1989 г., за да развие кариера в писането и говоренето. В това време пише колони, които са представени във Форбс и MacUser. Той също така основава друга компания, Fog City Software, която е създала Emailer, имейл клиент, който продава на Claris.
Гай се връща в Апъл като сътрудник през 1995 г. Основател е на Garage Technology Ventures, фирма за рисков капитал, която прави преки инвестиции в The Motley Fool и D.light Design, технологични компании в ранен етап. През 2007 г. той основава Truemors, агенция за проучвания, която продава на NowPublic. Гай Кавазаки е основател и на Alltop, „онлайн списание-багажник“ за популярни теми в мрежата.